# Lipac
Lipac (en serbe cyrillique : Липац) est un village de Bosnie-Herzégovine. Il est situé sur le territoire de la ville de Doboj et dans la république serbe de Bosnie. Selon les premiers résultats du recensement bosnien de 2013, il compte 1 307 habitants.

## Géographie
Le village est situé à la limite entre la république serbe de Bosnie et la fédération de Bosnie-et-Herzégovine, au bord de la rivière Spreča et à proximité de la confluence de cette rivière avec la Bosna.

## Histoire

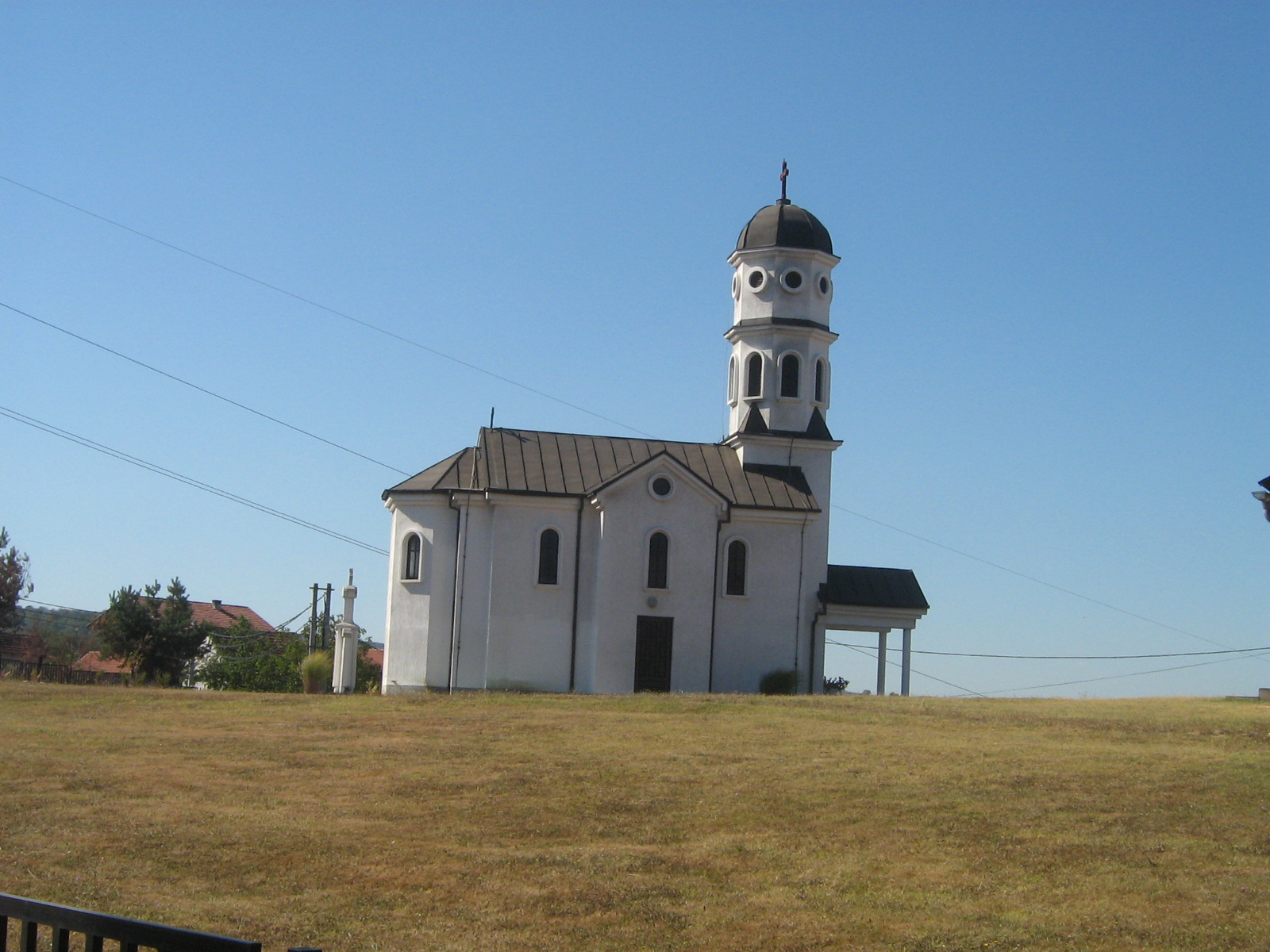
L'église de la Semaine-du-Saint-Martyre

## Démographie

### Évolution historique de la population dans la localité
| 1948 | 1953 | 1961  | 1971  | 1981  | 1991  | 2013  |
| ---- | ---- | ----- | ----- | ----- | ----- | ----- |
| -    | -    | 1 103 | 1 070 | 1 003 | 1 018 | 1 307 |

|  |

## Personnalités
- Obren Petrović (né en 1957), homme politique et maire de Doboj
- Aleksandar Đurić (né en 1970), footballeur